# Dodji-Bata
Dodji-Bata è un arrondissement del Benin situato nella città di Zè (dipartimento dell'Atlantico) con 11.162 abitanti (dato 2006).